# Lois Weber
Pour les articles homonymes, voir Lois et Weber.
Lois Weber est une réalisatrice, scénariste, actrice et productrice américaine née le 13 juin 1879 à Allegheny (Pennsylvanie) et morte le 13 novembre 1939 à Hollywood (Californie).
Elle devient l'une des plus importantes figures féminines de l'ère du cinéma muet, notamment en tant que réalisatrice.

## Biographie

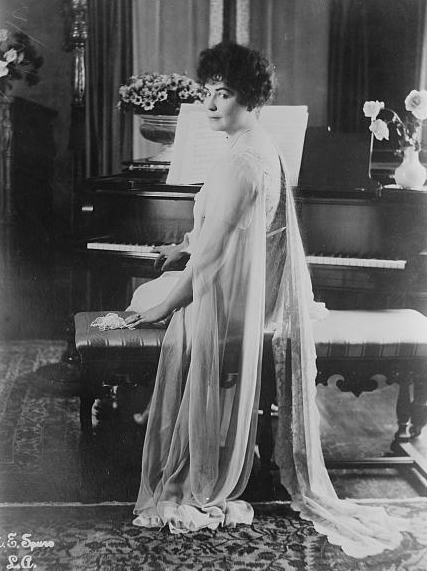
Lois Weber au piano (1912).

Florence Lois Weber est née le 13 juin 1879 en Pennsylvanie à Allegheny (ville devenue en 1907 le quartier nord de Pittsburgh) ; elle est la deuxième des trois enfants de Mary Matilda Snaman, surnommée « Tillie » (née Mathilda Schneeman en mars 1854 dans le comté d'Allegheny et morte en 1935 à Miami en Floride) et de George Weber (né en juin 1855 et mort en 1910), tapissier et décorateur, qui a aussi été missionnaire ambulant. Les Weber forment une famille chrétienne de la classe moyenne, d'origine néerlandaise. Lois Weber est une enfant précoce et surdouée.
Son premier époux est l'acteur et réalisateur Phillips Smalley (de 1904 à 1922).
Actrice dans un premier temps, elle devient aussi réalisatrice, dès 1905, à 26 ans. Elle est la première femme de l’histoire des États-Unis à réaliser un long métrage, en adaptant sur grand écran la pièce de théâtre Le Marchand de Venise en 1914.
Militante féministe, elle fait campagne pour le contrôle des naissances.
Dans un des films qu'elle réalise en 1916, Where Are My Children?, elle s'appuie sur un fait divers pour étayer la revendication du droit à l'avortement. Cette même année, elle est la première femme élue à la Motion Picture Directors Association, honneur qu'elle conservera pendant des décennies. 
Elle fonde son studio en 1917, le Lois Weber Productions. Elle réalise le scénario de The Blot avec Marion Orth à partir d'articles sur la pauvreté des enseignants et du clergé dans le numéro du 30 avril 1921 du Literary Digest. Le film dénonce le capitalisme américain et le sexisme de la société qui donne la valeur des hommes selon leur richesses, contraignant les femmes à faire des choix qui vont à l'encontre de l'éthique chrétienne.
C'est une innovation par son usage de la lumière naturelle, un tournage dans des décors existants et non crées, et surtout les deux protagonistes sont deux femmes. Ce qui va à l'opposé des standards hollywoodiens. À partir de là, ses propos seront jugés moralisateurs et le code Hays va contraindre sa liberté d'autrice. Le public n'est plus au rendez vous et elle sera contrainte de fermer son studio et sa société de production en 1921.
Elle est nommée à la tête du département d'écriture d'Universal et y restera jusqu'à la fin. En 1934, elle réalise White heat, le premier film tourné à Hawaï. Et par la même occasion son seul film dialogué.

## Prix et distinctions
- 1960 : cérémonie d'inscription de son étoile le Hollywood Walk of Fame, située au 6518 Hollywood Boulevard[10].

## Filmographie

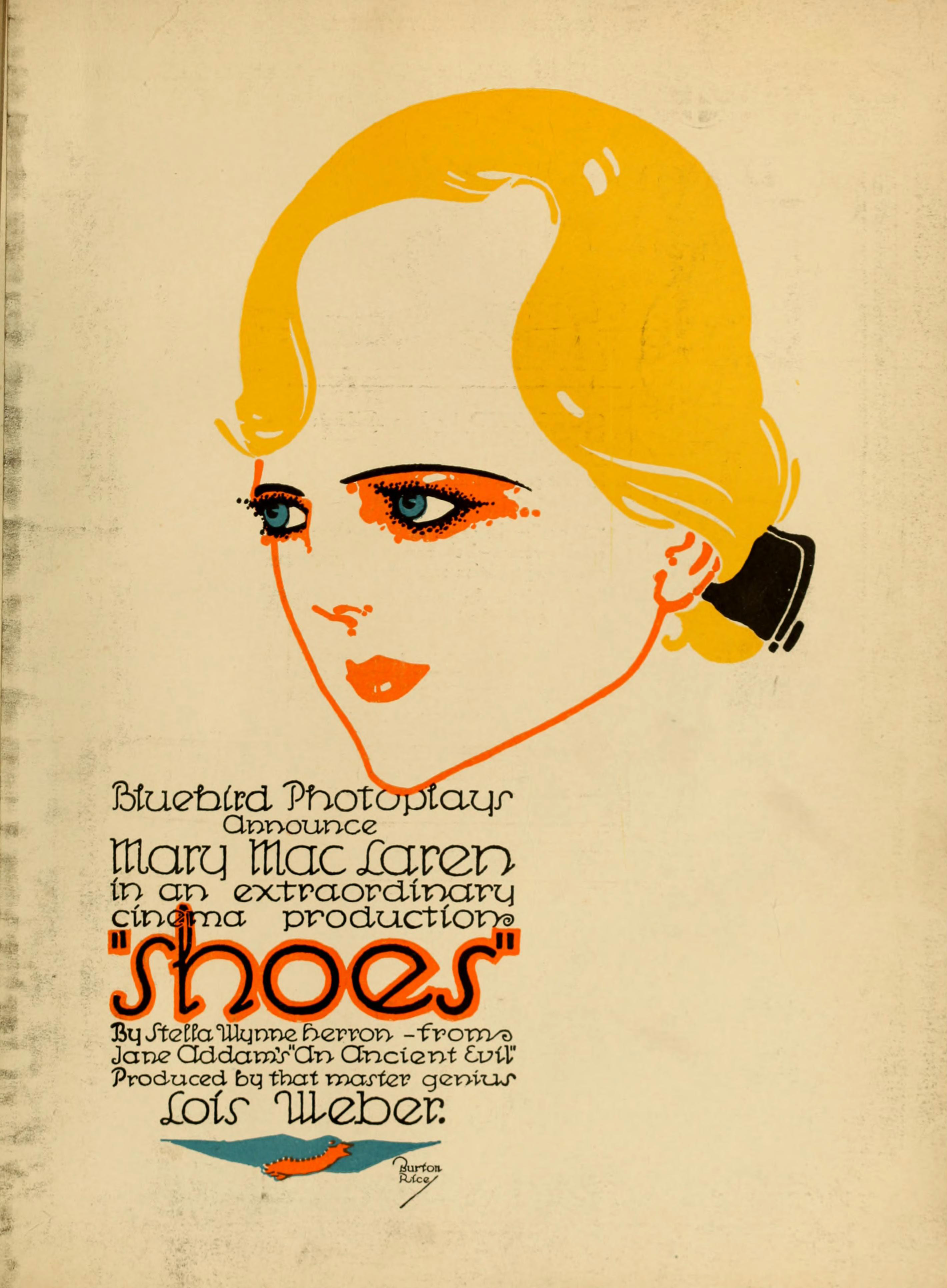
Shoes (1916), affiche de Burton Rice.

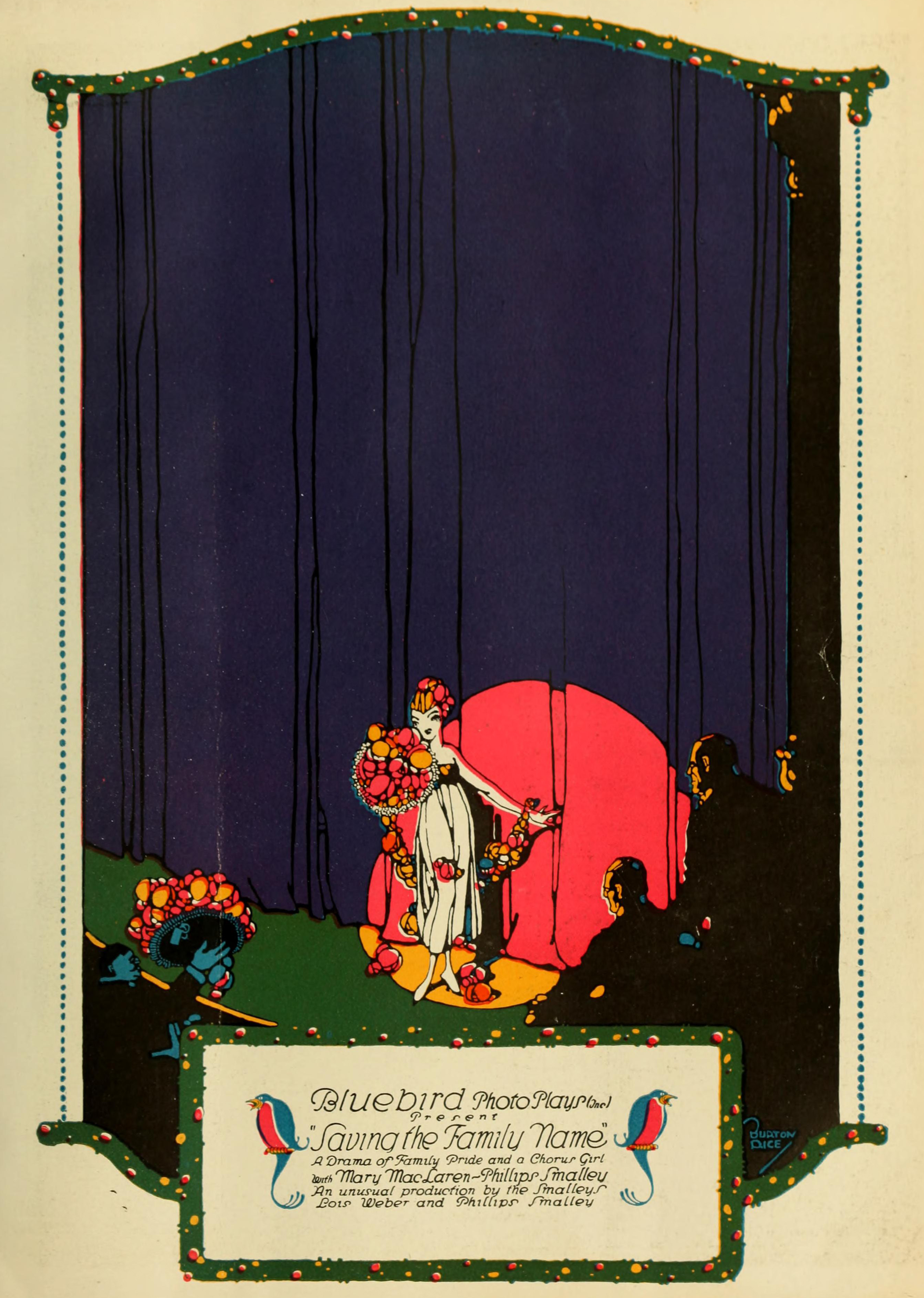
Publicité dans un journal pour Saving the Family Name (1916).

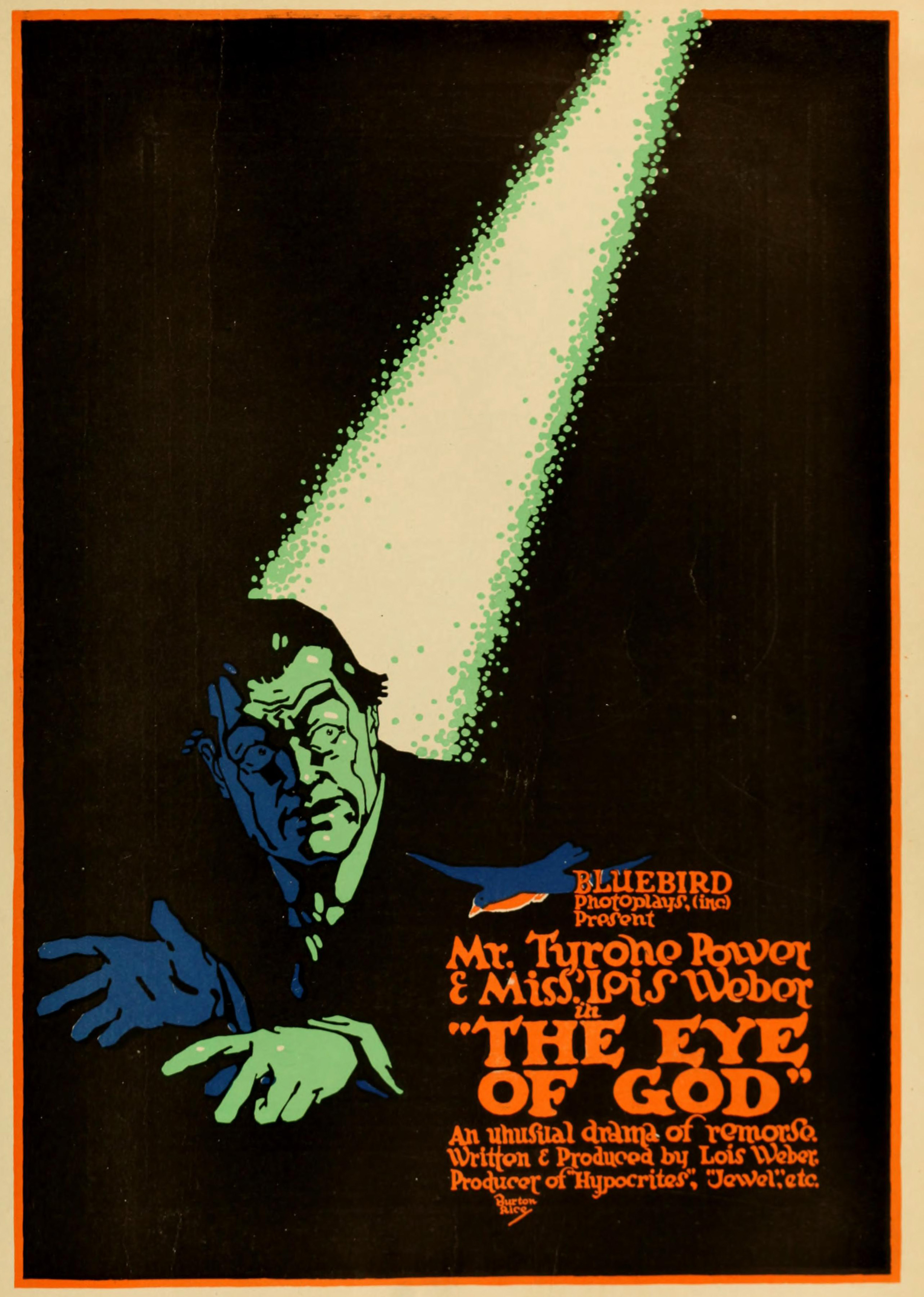
The Eye of God (1916).

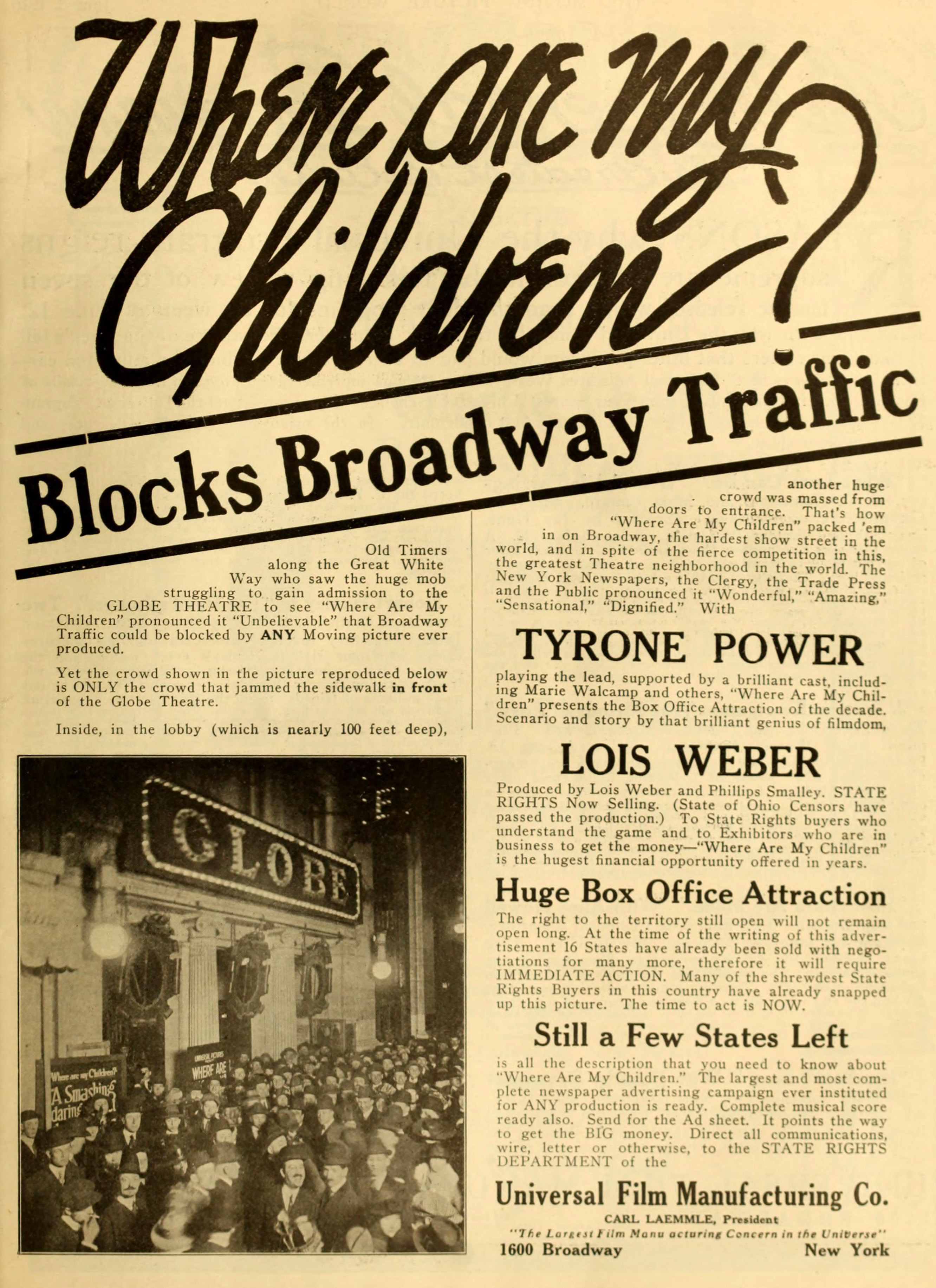
Publicité dans un journal pour Where Are My Children? (1916).

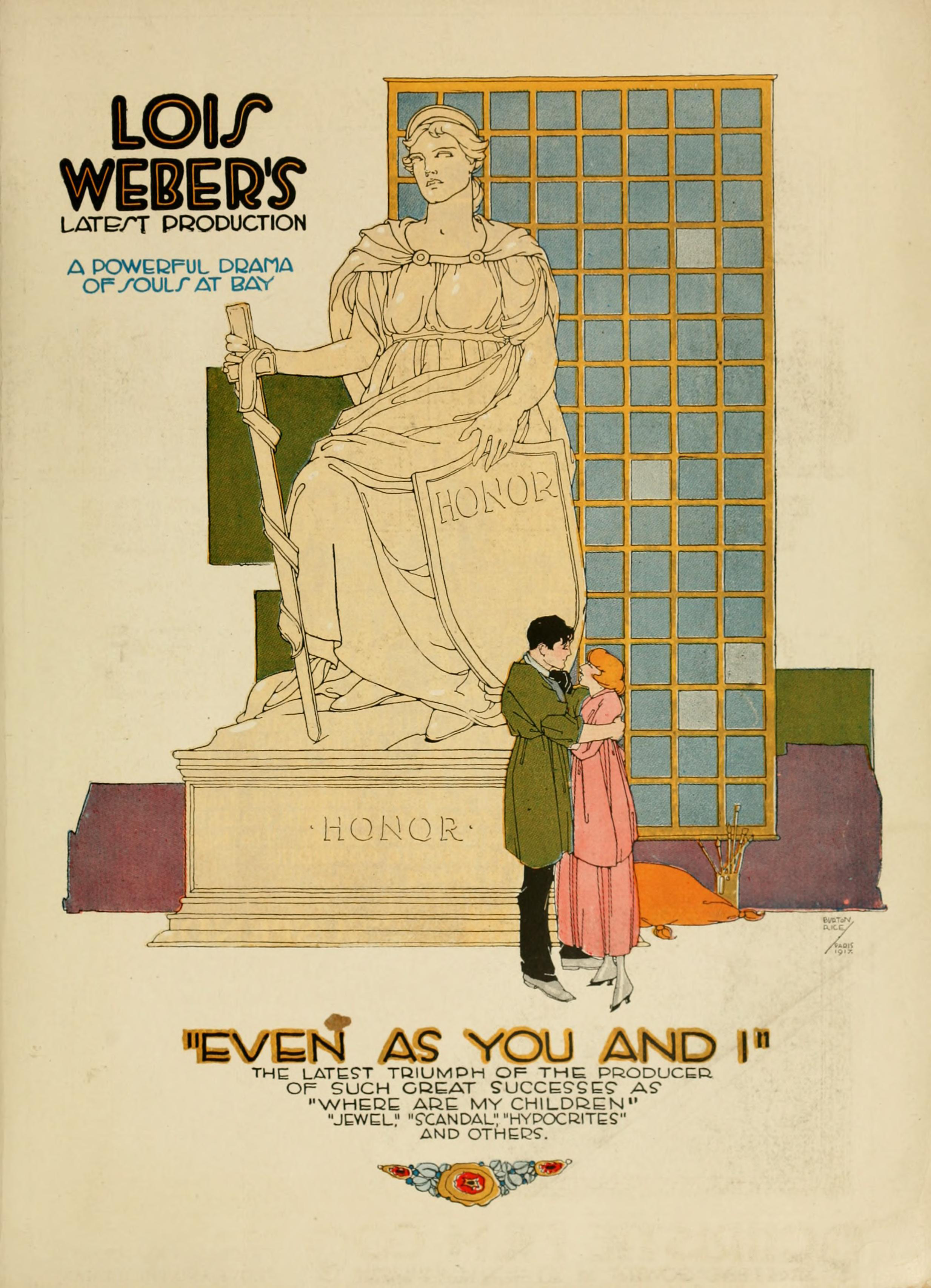
Even as You and I (1917).

### Comme réalisatrice

#### Années 1910
- 1911 : A Heroine of '76 (it)
- 1911 : The Heiress
- 1911 : The Realization
- 1911 : From Death to Life
- 1911 : The Twins
- 1911 : On the Brink
- 1911 : Fate
- 1911 : A Breach of Faith
- 1911 : The Price
- 1911 : The Martyr
- 1912 : Angels Unaware
- 1912 : Fine Feathers (en)
- 1912 : The Bargain
- 1912 : The Final Pardon (it)
- 1912 : Eyes That See Not
- 1912 : The Price of Peace (it)
- 1912 : The Power of Thought
- 1912 : The Greater Love
- 1912 : The Lash of Fate
- 1912 : The Troubadour's Triumph
- 1912 : The Greater Christian
- 1912 : An Old Fashioned Girl
- 1912 : A Japanese Idyll (en)
- 1912 : Faraway Fields
- 1912 : Leaves in the Storm (en)
- 1913 : His Sister
- 1913 : Two Thieves
- 1913 : In the Blood
- 1913 : Troubled Waters (it)
- 1913 : An Empty Box
- 1913 : The Peacemaker
- 1913 : Bobby's Baby
- 1913 : Until Death
- 1913 : A Book of Verses
- 1913 : The Dragon's Breath
- 1913 : The Rosary
- 1913 : The Poverty of Riches
- 1913 : The Cap of Destiny (it)
- 1913 : The Trifler
- 1913 : The King Can Do No Wrong
- 1913 : The Pretender
- 1913 : Suspense
- 1913 : Through Strife (it)
- 1913 : How Men Propose (en)
- 1913 : The Fallen Angel
- 1913 : Civilized and Savage
- 1913 : Just in Time
- 1913 : The Light Woman
- 1913 : Never Again
- 1913 : His Brand
- 1913 : Shadows of Life
- 1913 : Memories
- 1913 : The Thumb Print
- 1913 : The Clue
- 1913 : Thieves and the Cross
- 1913 : The Haunted Bride
- 1913 : The Blood Brotherhood
- 1913 : James Lee's Wife
- 1913 : The Mask
- 1913 : The Jew's Christmas
- 1913 : The Wife's Deceit
- 1914 : The Traitor
- 1914 : The Female of the Species
- 1914 : A Fool and His Money
- 1914 : The Leper's Coat
- 1914 : The Coward Hater
- 1914 : An Old Locket
- 1914 : Woman's Burden
- 1914 : The Merchant of Venice (en)
- 1914 : The Weaker Sister
- 1914 : A Modern Fairy Tale
- 1914 : The Spider and Her Web
- 1914 : In the Days of His Youth
- 1914 : The Babies' Doll
- 1914 : The Man Who Slept
- 1914 : On Suspicion
- 1914 : An Episode
- 1914 : The Career of Waterloo Peterson
- 1914 : The Triumph of Mind
- 1914 : Avenged
- 1914 : The Stone in the Road
- 1914 : Closed Gates
- 1914 : The Pursuit of Hate
- 1914 : Lost by a Hair
- 1914 : Mary Plain
- 1914 : Behind the Veil
- 1914 : Daisies
- 1914 : Helping Mother
- 1915 : It's No Laughing Matter
- 1915 : Hypocrites
- 1915 : Sunshine Molly
- 1915 : Captain Courtesy
- 1915 : Betty in Search of a Thrill
- 1915 : Scandal
- 1915 : A Cigarette - That's All
- 1915 : Jewel
- 1916 : Discontent
- 1916 : Hop - The Devil's Brew
- 1916 : The Flirt
- 1916 : There Is No Place Like Home
- 1916 : The Dumb Girl of Portici
- 1916 : The Dance of Love
- 1916 : John Needham's Double
- 1916 : Where Are My Children?
- 1916 : The Eye of God
- 1916 : Shoes
- 1916 : Saving the Family Name
- 1916 : Under the Spell
- 1916 : Idle Wives
- 1916 : Wanted: A Home
- 1916 : The Celebrated Stielow Case
- 1916 : The People vs. John Doe
- 1916 : The Rock of Riches
- 1916 : The Gilded Life
- 1917 : The Face Downstairs
- 1917 : The Mysterious Mrs. Musslewhite
- 1917 : The Boyhood He Forgot
- 1917 : Even As You and I
- 1917 : Hand That Rocks the Cradle
- 1917 : Le Contraste (The Price of a Good Time)
- 1918 : The Doctor and the Woman
- 1918 : For Husbands Only
- 1918 : Borrowed Clothes
- 1919 : When a Girl Loves
- 1919 : A Midnight Romance
- 1919 : Mary Regan
- 1919 : Home
- 1919 : Forbidden

#### Années 1920
- 1920 : Mum's the Word
- 1920 : Life's Mirror
- 1920 : L'Ève éternelle (To Please One Woman)
- 1921 : Les Ruses de l'amour (What's Worth While?)
- 1921 : Deux Femmes trop sages (Too Wise Wives)
- 1921 : The Blot
- 1921 : What Do Men Want?
- 1923 : A Chapter in Her Life
- 1926 : The Marriage Clause
- 1927 : Sensation Seekers
- 1927 : Topsy and Eva
- 1927 : The Angel of Broadway

#### Années 1930
- 1934 : White Heat

### Comme scénariste

#### Années 1910
- 1917 : Hand That Rocks the Cradle : Mrs. Broome
- 1911 : The Martyr
- 1912 : The Price of Peace
- 1912 : Power of Thought
- 1913 : How Men Propose
- 1913 : The Call
- 1913 : The Light Woman
- 1913 : Suspense
- 1913 : The Blood Brotherhood
- 1914 : The Merchant of Venice (en)
- 1914 : The Babies' Doll
- 1914 : Behind the Veil
- 1914 : The Opened Shutters
- 1915 : It's No Laughing Matter
- 1915 : Hypocrites
- 1915 : Sunshine Molly
- 1916 : Discontent
- 1916 : Hop - The Devil's Brew
- 1916 : The Dumb Girl of Portici
- 1916 : Where Are My Children?
- 1916 : The Eye of God
- 1916 : Shoes
- 1916 : Saving the Family Name
- 1916 : Idle Wives
- 1916 : The People vs. John Doe
- 1917 : Hand That Rocks the Cradle
- 1917 : The Price of a Good Time
- 1918 : Tarzan chez les singes (Tarzan of the Apes)
- 1918 : The Doctor and the Woman
- 1918 : For Husbands Only
- 1918 : Borrowed Clothes
- 1919 : When a Girl Loves
- 1919 : A Midnight Romance
- 1919 : Mary Regan
- 1919 : Home
- 1919 : Forbidden

#### Années 1920
- 1920 : L'Ève éternelle (To Please One Woman)
- 1921 : Les Ruses de l'amour (What's Worth While?)
- 1921 : The Blot
- 1921 : What Do Men Want?
- 1923 : A Chapter in Her Life
- 1926 : The Marriage Clause
- 1927 : Sensation Seekers
- 1927 : Topsy and Eva

#### Années 1930
- 1934 : White Heat

### Comme actrice

#### Années 1910
- 1911 : A Heroine of '76
- 1911 : The Heiress
- 1911 : The Realization
- 1911 : On the Brink
- 1911 : Fate
- 1911 : Lost Illusions : The Wife
- 1911 : A Breach of Faith
- 1911 : The Martyr
- 1912 : Angels Unaware
- 1912 : Fine Feathers
- 1912 : The Bargain
- 1912 : The Final Pardon
- 1912 : Eyes That See Not
- 1912 : Power of Thought : The Maid
- 1912 : The Greater Love
- 1912 : The Greater Christian
- 1912 : An Old Fashioned Girl
- 1912 : A Japanese Idyll
- 1912 : Faraway Fields
- 1913 : His Sister
- 1913 : Two Thieves
- 1913 : In the Blood
- 1913 : Troubled Waters
- 1913 : An Empty Box
- 1913 : The Picture of Dorian Gray
- 1913 : The Peacemaker
- 1913 : Bobby's Baby
- 1913 : Until Death
- 1913 : The Dragon's Breath
- 1913 : The Rosary
- 1913 : The Cap of Destiny
- 1913 : The King Can Do No Wrong
- 1913 : The Pretender
- 1913 : How Men Propose : The Maid
- 1913 : Suspense : The Wife
- 1913 : Through Strife : The Wife
- 1913 : The Fallen Angel
- 1913 : Civilized and Savage
- 1913 : The Heart of Jewess
- 1913 : Just in Time : première fille
- 1913 : The Call
- 1913 : The Light Woman
- 1913 : His Brand : la femme
- 1913 : Shadows of Life
- 1913 : Memories : Personification of Experience
- 1913 : The Clue
- 1913 : Thieves and the Cross
- 1913 : The Haunted Bride
- 1913 : The Blood Brotherhood
- 1913 : James Lee's Wife
- 1913 : The Mask
- 1913 : The Jew's Christmas
- 1913 : The Wife's Deceit
- 1914 : The Female of the Species
- 1914 : A Fool and His Money
- 1914 : The Leper's Coat
- 1914 : The Coward Hater
- 1914 : An Old Locket
- 1914 : Woman's Burden
- 1914 : The Merchant of Venice (en) : Portia
- 1914 : The Spider and Her Web
- 1914 : The Babies' Doll
- 1914 : On Suspicion
- 1914 : The Triumph of Mind
- 1914 : Avenged
- 1914 : The Stone in the Road
- 1914 : Closed Gates
- 1914 : The Pursuit of Hate
- 1914 : Lost by a Hair
- 1914 : Mary Plain
- 1914 : Behind the Veil
- 1914 : Daisies
- 1914 : Helping Mother
- 1914 : False Colors (en) : Mrs. Moore / daughter Flo
- 1915 : Sunshine Molly : Sunshine Molly
- 1915 : Scandal : Daisy Dean
- 1916 : Hop - The Devil's Brew : Lydia Jansen
- 1916 : The Eye of God : Renie
- 1916 : Under the Spell
- 1916 : Idle Wives : Anne
- 1916 : The Celebrated Stielow Case
- 1916 : The Rock of Riches
- 1916 : The Gilded Life
- 1917 : Alone in the World
- 1917 : The Face Downstairs
- 1917 : The Boyhood He Forgot

### Comme productrice

#### Années 1910
- 1913 : How Men Propose
- 1915 : Hypocrites
- 1915 : Jewel
- 1916 : Where Are My Children?
- 1916 : Shoes
- 1916 : Wanted: A Home
- 1916 : The People vs. John Doe
- 1917 : Hand That Rocks the Cradle
- 1918 : For Husbands Only
- 1918 : Borrowed Clothes

#### Années 1920
- 1921 : What's Worth While?
- 1921 : Deux Femmes trop sages (Too Wise Wives)
- 1921 : The Blot
- 1921 : What Do Men Want?
- 1921 : The Wakefield Case